# Маккош, Джеймс
Джеймс МакКош (англ. James McCosh; 1 апреля 1811, Айршир, Шотландия — 16 ноября 1894, Принстон, штат Нью-Джерси) — британско-американский священнослужитель и философ, педагог, президент Принстонского университета (1868—1888). Представитель Шотландской школы здравого смысла.

## Биография
Родился в семье сторонников ковенантского движения. Образование получил в университетах Глазго и Эдинбурга. В 1834 году стал священником пресвитерианской церкви Шотландии. 
Во время раскола 1843 года стал членом Свободной церкви Шотландии , когда она отделилась от Церкви Шотландии. 
В 1850 (или 1852) году Маккош стал профессором логики и метафизики в Королевском колледже Белфаста (ныне Университет Квинс в Белфасте). В 1868—1888 годах занимал пост президента Принстонского университета.
После отставки продолжал читать лекции. 

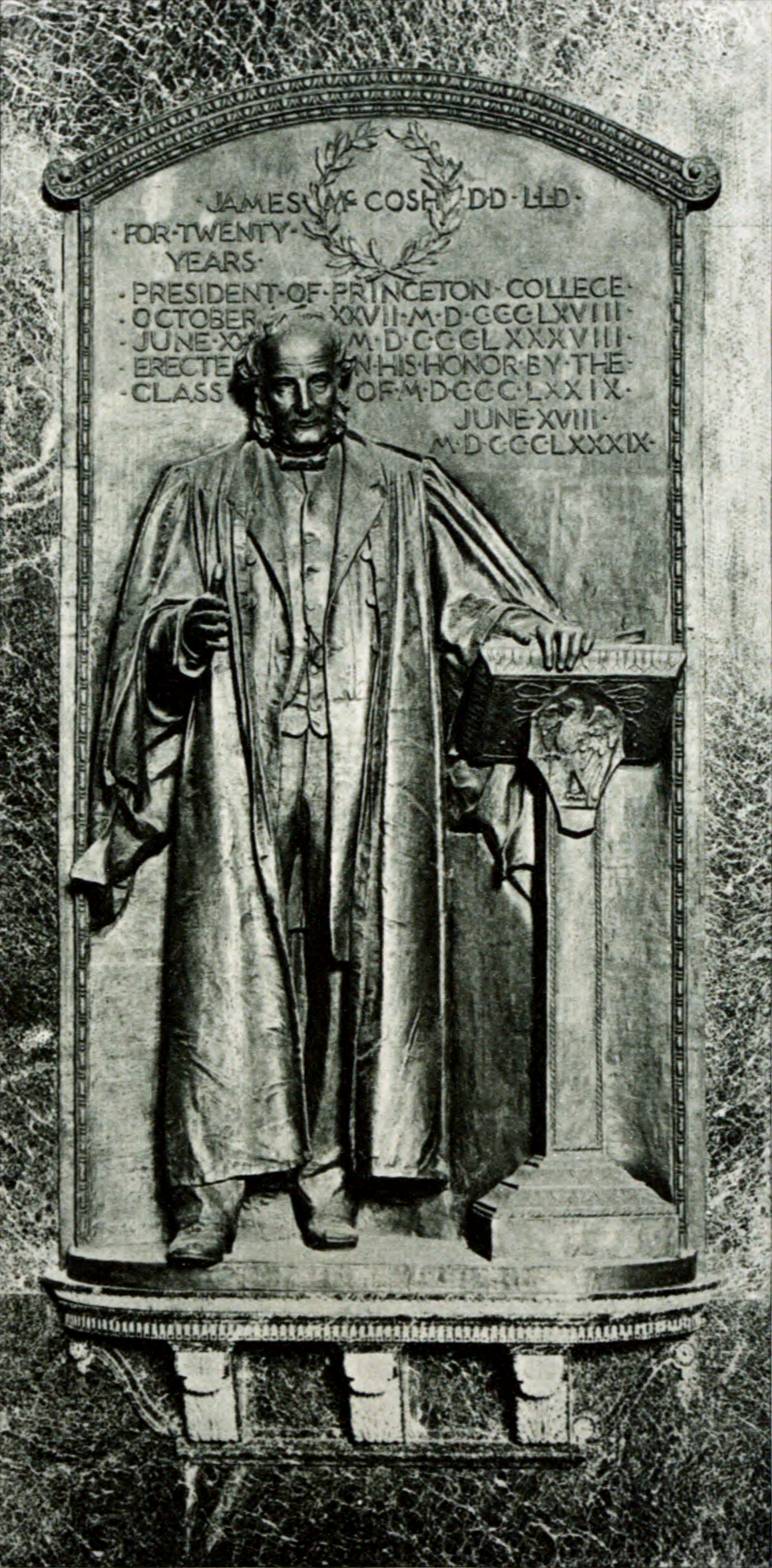
Скульптурная мемориальная доска Джеймса МакКоша

Считается представителем интуиционистской философии и  одним из немногих, кто рассматривал теорию эволюции Дарвина не как отрицание существования Бога , а как форму провидения. Самая оригинальная работа Маккоша касалась попытки примирить эволюцию и христианство. 
В 1871 году Маккош был избран членом Американского философского общества , в 1874 году — в Американскую академию искусств и наук.

## Избранные сочинения
- Method of Divine Government, Physical and Moral (1850)
- The Typical Forms and Special Ends in Creation (1855)
- Intuitions of the Mind, Inductively Investigated (1860)
- An Examination of Mr J. S. Mill’s Philosophy (1866)